# Challenge Cup 2009-2010 (pallamano maschile)
La EHF Challenge Cup 2009-2010 è stata la 17ª edizione del torneo, la 10a dopo aver cambiato nome e formula.

La formula del torneo prevedeva una prima fase a gruppi e poi, dal terzo turno di qualificazione, le gare furono disputate con incontri di andata e ritorno.

## Secondo turno

### Girone A -Sisak
|            | Incontri                              |       |
| ---------- | ------------------------------------- | ----- |
| 09-10-2009 | Drammen HK - Dublin International     | 43-11 |
| 09-10-2009 | Pals Groep/E&O - RK Siscia            | 31-34 |
| 10-10-2009 | Dublin International - Pals Groep/E&O | 20-39 |
| 10-10-2009 | RK Siscia - Drammen HK                | 30-33 |
| 11-10-2009 | Pals Groep/E&O - Drammen HK           | 32-44 |
| 11-10-2009 | RK Siscia - Dublin International      | 48-15 |

|   | Squadra              | Pt | G | V | N | P | P+  | P-  | diff. |
| - | -------------------- | -- | - | - | - | - | --- | --- | ----- |
| Q | Drammen HK           | 6  | 3 | 3 | 0 | 0 | 120 | 73  | +47   |
| Q | RK Siscia            | 4  | 3 | 2 | 0 | 1 | 112 | 79  | +33   |
|   | Pals Groep/E&O       | 2  | 3 | 1 | 0 | 2 | 102 | 98  | +4    |
|   | Dublin International | 0  | 3 | 3 | 0 | 0 | 46  | 130 | -84   |

### Girone B -Luhansk
|            | Incontri                                    |       |
| ---------- | ------------------------------------------- | ----- |
| 09-10-2009 | HK Lokomotiv Varna - A.C. Filippos Verias   | 16-49 |
| 09-10-2009 | SC "Time-Burevestnik" - Manchester HC       | 45-18 |
| 10-10-2009 | Manchester HC - HK Lokomotiv Varna          | 22-29 |
| 10-10-2009 | A.C. Filippos Verias - SC "Time-Burevestnik | 25-26 |
| 11-10-2009 | A.C. Filippos Verias - Manchester HC        | 45-12 |
| 11-10-2009 | HK Lokomotiv Varna - SC "Time-Burevestnik"  | 19-34 |

|   | Squadra               | Pt | G | V | N | P | P+  | P-  | diff. |
| - | --------------------- | -- | - | - | - | - | --- | --- | ----- |
| Q | SC "Time-Burevestnik" | 6  | 3 | 3 | 0 | 0 | 105 | 62  | +43   |
| Q | A.C. Filippos Verias  | 4  | 3 | 2 | 0 | 1 | 119 | 54  | +65   |
|   | HK Lokomotiv Varna    | 2  | 3 | 1 | 0 | 2 | 64  | 105 | -41   |
|   | Manchester HC         | 0  | 3 | 3 | 0 | 0 | 52  | 119 | -67   |

### Girone C -Odorheiu Secuiesc
|            | Incontri                                   |       |
| ---------- | ------------------------------------------ | ----- |
| 09-10-2009 | RK Konnjuh Zivinice - Great Dane London    | 38-24 |
| 09-10-2009 | HC Odorheiu Seceiesc - Albatro Siracusa    | 26-22 |
| 10-10-2009 | Albatro Siracusa - RK Konnjuh Zivinice     | 22-22 |
| 10-10-2009 | Great Dane London - HC Odorheiu Seceiesc   | 21-40 |
| 11-10-2009 | Albatro Siracusa - Great Dane London       | 44-15 |
| 03-10-2010 | HC Odorheiu Seceiesc - RK Konnjuh Zivinice | 41-31 |

|   | Squadra              | Pt | G | V | N | P | P+  | P-  | diff. |
| - | -------------------- | -- | - | - | - | - | --- | --- | ----- |
| Q | HC Odorheiu Seceiesc | 6  | 3 | 3 | 0 | 0 | 107 | 74  | +33   |
| Q | Albatro Siracusa     | 3  | 3 | 1 | 1 | 1 | 88  | 63  | +25   |
|   | RK Konnjuh Zivinice  | 3  | 3 | 1 | 1 | 1 | 91  | 87  | +4    |
|   | Great Dane London    | 0  | 3 | 3 | 0 | 0 | 60  | 122 | -62   |

### Girone D -Plav
|            | Incontri                                 |       |
| ---------- | ---------------------------------------- | ----- |
| 09-10-2009 | HC Berane - HC "Tineks Prolet" Skopje    | 29-22 |
| 09-10-2009 | Xico Andebol" - Olympia HC               | 49-16 |
| 10-10-2009 | Olympia HC - HC Berane                   | 30-44 |
| 10-10-2009 | HC "Tineks Prolet" Skopje - Xico Andebol | 30-30 |
| 11-10-2009 | HC "Tineks Prolet" Skopje - Olympia HC   | 61-20 |
| 11-10-2009 | HC Berane - Xico Andebol                 | 22-26 |

|   | Squadra                   | Pt | G | V | N | P | P+  | P-  | diff. |
| - | ------------------------- | -- | - | - | - | - | --- | --- | ----- |
| Q | Xico Andebol"             | 5  | 3 | 2 | 1 | 0 | 105 | 68  | +37   |
| Q | H.C. Berane               | 4  | 3 | 2 | 0 | 1 | 95  | 78  | +17   |
|   | HC "Tineks Prolet" Skopje | 3  | 3 | 1 | 1 | 1 | 113 | 79  | +34   |
|   | Olympia HC                | 0  | 3 | 3 | 0 | 0 | 66  | 154 | -88   |

## Terzo turno
| Squadra 1             | Squadra 2                 | Andata                              | Ritorno                      | Totale  |
| --------------------- | ------------------------- | ----------------------------------- | ---------------------------- | ------- |
| Drammen HK            | Stord handball            | Drammen, 15 novembre 2009           | Stord, 21 novembre 2009      | 45 - 53 |
| Drammen HK            | Stord handball            | 21 - 22                             | 24 - 31                      | 45 - 53 |
| A.O. Dimou Thermaikou | H.C. Berane               | Thermaikos, 15 novembre 2009        | Thermaikos, 16 novembre 2009 | 60 - 55 |
| A.O. Dimou Thermaikou | H.C. Berane               | 33 - 25                             | 27 - 30                      | 60 - 55 |
| Albatro Siracusa      | RK Metaloplastika         | Siracusa, 14 novembre 2009          | Šabac, 22 novembre 2009      | 40 - 64 |
| Albatro Siracusa      | RK Metaloplastika         | 18 - 31                             | 22 - 33                      | 40 - 64 |
| RK Gradacac           | Xico Andebol              | Gradačac, 14 novembre 2009          | Guimarães, 21 novembre 2009  | 45 - 63 |
| RK Gradacac           | Xico Andebol              | 26 - 33                             | 19 - 30                      | 45 - 63 |
| HC "Motor-ZNTU-ZAS"   | RK Siscia                 | Zaporižžja, 14 novembre 2009        | Sisak, 21 novembre 2009      | 20 - 0  |
| HC "Motor-ZNTU-ZAS"   | RK Siscia                 | 10 - 0                              | 10 - 0                       | 20 - 0  |
| HC Odorheiu Secuiesc  | H.C. "Pelister 08" Bitola | Odorheiu Secuiesc, 14 novembre 2009 | Bitola, 21 novembre 2009     | 54 - 49 |
| HC Odorheiu Secuiesc  | H.C. "Pelister 08" Bitola | 31 - 21                             | 23 - 28                      | 54 - 49 |
| B.B. Ankara Spor      | Bologna United Handball   | Ankara, 14 novembre 2009            | Bologna, 22 novembre 2009    | 58 - 61 |
| B.B. Ankara Spor      | Bologna United Handball   | 29 - 28                             | 29 - 33                      | 58 - 61 |
| Ystads IF             | A.C. Filippos Verias      | Ystad, 14 novembre 2009             | Veria, 21 novembre 2009      | 66 - 57 |
| Ystads IF             | A.C. Filippos Verias      | 36 - 28                             | 30 - 29                      | 66 - 57 |
| RK Metkovic           | SC "Time-Burevestnik"     | Metcovich, 14 novembre 2009         | Luhansk, 21 novembre 2009    | 32 - 34 |
| RK Metkovic           | SC "Time-Burevestnik"     | 32 - 24                             | 0 - 10                       | 32 - 34 |

## Ottavi di finale
| Squadra 1      | Squadra 2               | Andata                      | Ritorno                             | Totale  |
| -------------- | ----------------------- | --------------------------- | ----------------------------------- | ------- |
| SMD Bacau      | HC Motor Zaporižžja     | Bacău, 14 febbraio 2010     | Zaporižžja, 21 febbraio 2010        | 62 - 46 |
| SMD Bacau      | HC Motor Zaporižžja     | 33 - 20                     | 29 - 26                             | 62 - 46 |
| HC Budvanska   | Stord Handball          | Stord, 13 febbraio 2010     | Fitjar, 14 febbraio 2010            | 42 - 53 |
| HC Budvanska   | Stord Handball          | 20 - 24                     | 22 - 29                             | 42 - 53 |
| Sporting Clube | A.O. Dimou Thermaikou   | Lisbona, 14 febbraio 2010   | Salonicco, 21 febbraio 2010         | 73 - 44 |
| Sporting Clube | A.O. Dimou Thermaikou   | 39 - 24                     | 34 - 20                             | 73 - 44 |
| MMTS Kwidzyn   | HC Odorheiu Secuiesc    | Kwidzyn, 13 febbraio 2010   | Odorheiu Secuiesc, 20 febbraio 2010 | 55 - 55 |
| MMTS Kwidzyn   | HC Odorheiu Secuiesc    | 32 - 20                     | 23 - 35                             | 55 - 55 |
| Xico Abdebol   | RK Metaloplastika       | Šabac, 13 febbraio 2010     | Šabac, 14 febbraio 2010             | 53 - 52 |
| Xico Abdebol   | RK Metaloplastika       | 34 - 29                     | 19 - 23                             | 53 - 52 |
| HIT Innsbruck  | Bologna United Handball | Innsbruck, 13 febbraio 2010 | Bologna, 20 febbraio 2010           | 56 - 62 |
| HIT Innsbruck  | Bologna United Handball | 29 - 30                     | 27 - 32                             | 56 - 62 |
| C.S.U. Suceava | SC "Time-Burevestnik"   | Suceava, 13 febbraio 2010   | Luhansk, 20 febbraio 2010           | 62 - 41 |
| C.S.U. Suceava | SC "Time-Burevestnik"   | 31 - 20                     | 31 - 21                             | 62 - 41 |
| Ystads IF      | RD Slovan Lubiana       | Ystad, 17 febbraio 2010     | Lubiana, 21 febbraio 2010           | 55 - 58 |
| Ystads IF      | RD Slovan Lubiana       | 28 - 21                     | 27 - 37                             | 55 - 58 |

## Quarti di finale
| Squadra 1         | Squadra 2               | Andata                   | Ritorno                              | Totale  |
| ----------------- | ----------------------- | ------------------------ | ------------------------------------ | ------- |
| RD Slovan Lubiana | CSU Suceava             | Lubiana, 28 marzo 2010   | Suceava, 3 aprile 2010               | 56 - 55 |
| RD Slovan Lubiana | CSU Suceava             | 31 - 23                  | 25 - 32                              | 56 - 55 |
| MMTS Kwidzyn      | Xico Andebol            | Guimarães, 3 aprile 2010 | Guimarães, 4 aprile 2010             | 53 - 51 |
| MMTS Kwidzyn      | Xico Andebol            | 25 - 28                  | 28 - 23                              | 53 - 51 |
| Sporting Clube    | SMD Bacau               | Lisbona, 28 marzo 2010   | Bacău, 3 aprile 2010                 | 53 - 52 |
| Sporting Clube    | SMD Bacau               | 30 - 24                  | 23 - 28                              | 53 - 52 |
| Stord Handball    | Bologna United Handball | Stord, 28 marzo 2010     | San Lazzaro di Savena, 4 aprile 2010 | 45 - 53 |
| Stord Handball    | Bologna United Handball | 22 - 25                  | 23 - 28                              | 45 - 53 |

## Semifinali
| Squadra 1               | Squadra 2         | Andata                                | Ritorno                | Totale  |
| ----------------------- | ----------------- | ------------------------------------- | ---------------------- | ------- |
| Sporting Clube          | RD Slovan Lubiana | Lisbona, 24 aprile 2010               | Lubiana, 2 maggio 2010 | 58 - 56 |
| Sporting Clube          | RD Slovan Lubiana | 28 - 23                               | 30 - 33                | 58 - 56 |
| Bologna United Handball | MMTS Kwidzyn      | San Lazzaro di Savena, 25 aprile 2010 | Kwidzyn, 2 maggio 2010 | 43 - 52 |
| Bologna United Handball | MMTS Kwidzyn      | 24 - 24                               | 19 - 28                | 43 - 52 |

## Finali
| Squadra 1    | Squadra 2      | Andata                  | Ritorno                 | Totale  |
| ------------ | -------------- | ----------------------- | ----------------------- | ------- |
| MMTS Kwidzyn | Sporting Clube | Kwidzyn, 23 maggio 2010 | Lisbona, 29 maggio 2010 | 51 - 54 |
| MMTS Kwidzyn | Sporting Clube | 25 - 27                 | 26 - 27                 | 51 - 54 |

## Campioni
| Vincitore della Challenge Cup 2009-2010 |
| --------------------------------------- |
| Sporting Clube 1º titolo                |